# Cophogryllus americanus
Cophogryllus americanus är en insektsart som beskrevs av Lucien Chopard 1954. Cophogryllus americanus ingår i släktet Cophogryllus och familjen syrsor. Inga underarter finns listade i Catalogue of Life.